# Instruction générale
Instruction générale (en russe: Obchtchee obra-zovanie) est une nouvelle d’Anton Tchekhov, parue en 1885.

## Historique
Instruction générale, sous-titrée Dernières conséquences de la stomatologie, est initialement publiée dans la revue russe Le Journal de Pétersbourg, no 268, du 30 septembre 1885, sous le pseudonyme A. Tchekhonte. Aussi traduit en français sous le titre Culture générale.
C'est une nouvelle féroce sur le monde des charlatans en médecine.

## Résumé
Pierre, un dentiste sans le sou, rend visite à son collègue et ami Frantz, un Allemand qui a réussi dans ce métier. Pourquoi suis-je si pauvre et toi si riche lui demande-t-il ? Frantz lui fait la leçon : tout est dans le cadre, l’apparence. Si tu as une entrée sordide et un mobilier miséreux, c’est que tu es pauvre ; et si tu es pauvre, c’est que personne ne vient se faire soigner chez toi. Pourquoi aller se faire soigner chez un dentiste qui n’a pas de clients ?
Pierre se rappelle pourtant qu’à ses débuts, il avait fait des frais pour soigner son intérieur, mais il en avait honte. De plus, la cuisine de sa femme, une paysanne russe, empestait le chou et l’ail jusque dans la salle d'attente.
Frantz lui conseille ensuite d’investir son dernier argent dans la publicité, dans une belle enseigne. Enfin, avec les clients, il faut jouer la comédie, faire semblant de chercher, lui passer dix fois le miroir dans la bouche, le faire tourner et descendre sur le fauteuil à vis et, pour finir, comme toujours, lui arracher la dent « avec majesté et un air de tragédie. »
Pierre lui raconte que, parfois, il hésite lors d’un arrachage et qu’une fois, un client l’a frappé à coup de tabouret pour le punir de la douleur. Une autre fois, il a arraché une dent saine au lieu de la malade. Bagatelle, répond Frantz, ça arrive à tout le monde, « arrache les bonnes et tu arriveras à la mauvaise, de toute façon personne ne se rend compte que toi et moi nous ne sommes pas allés à la faculté. »

## Édition française
- Culture générale, dans Œuvres de A.Tchekhov 1885, traduit par Madeleine Durand et Édouard Parayre, Les Éditeurs Français Réunis, 1955, numéro d’éditeur 431.